# Crisis política en Paraguay de 2012
La crisis política en Paraguay de 2012 se desató a raíz del juicio político contra el entonces presidente Fernando Lugo por la Cámara de Diputados de Paraguay. Este órgano parlamentario acusó al gobernante electo en el 2008 por mal desempeño de funciones, acusándolo —entre otras cosas— de responsabilidad política por los enfrentamientos entre campesinos y policías ocurridos días antes en Curuguaty, departamento de Canindeyú, con un saldo de diecisiete muertos. Posteriormente, una mayoría de 115 parlamentarios de 5 partidos políticos diferentes, sobre un total de 125 congresistas, decidieron destituirlo de su cargo.
Mientras que los defensores del juicio político alegaron el cumplimiento formal de lo establecido por el artículo 225° de la Constitución del Paraguay, sus críticos, fundamentándose en el derecho internacional y en el artículo 17° de la misma Constitución, denunciaron serias violaciones al debido proceso, la falta de pruebas reales, la presentación de acusaciones falsas y la celeridad con la cual se había realizado el juicio, durando en total menos de 48 horas y dando dos horas a la defensa para la presentación oral de su descargo en el Senado, por lo que lo consideraron un «golpe de Estado parlamentario».
La comunidad internacional respondió de distintas maneras ante los sucesos, predominando los rechazos y/o condenas en América Latina. Con la complacencia del expresidente Fernando Lugo, los demás países miembros plenos del Mercosur (Argentina, Brasil y Uruguay), además de la mayoría de los países de la región (como Venezuela, Bolivia, Ecuador y Nicaragua), se manifestaron expresamente en contra de la destitución de Lugo, retirando, aquellos que tenían, a sus embajadores en Paraguay. Consecuentemente, Paraguay fue suspendido como miembro del Mercosur. Algunos países, Estados Unidos y Canadá entre ellos, señalaron una aceptación reservada de los hechos, llamando al respeto de la institucionalidad democrática.[cita requerida] Por su parte, mientras la Santa Sede dio antes que ningún Estado su reconocimiento oficial al nuevo gobierno encabezado por el hasta ese momento vicepresidente paraguayo, Federico Franco, la Unión Europea y la Organización de Estados Americanos enviaron comitivas al Paraguay para recabar datos sobre la situación. A diferencia del golpe de Estado en Honduras de 2009 (evento también considerado como parte de un neogolpismo incipiente por sus críticos), el Consejo Permanente de la OEA, en su sesión del 22 de agosto de 2012, no pudo obtener un acuerdo sobre una sanción al Paraguay, medida respaldada por 8 países y rechazada por 26.
Ante la proximidad de las siguientes elecciones generales, fijadas para el 21 de abril de 2013, el principal interés manifiesto por organismos internacionales consistió en observar la constitucionalidad y transparencia del proceso preelectoral y electoral. Luego de celebrados los comicios, que fueron ganados por el colorado Horacio Cartes y que permitió la elección de Lugo como senador nacional (su alianza de partidos de izquierda acabó en tercer lugar), los países de la región reconocieron al triunfador, ordenaron el retorno de embajadores (en algunos casos, todavía vacantes) y anularon la suspensión al país de participar en el Mercosur y en la Unasur. Cartes confirmó el retorno de Paraguay a la Unasur en agosto de 2013 y su intención de volver al Mercosur tras un arreglo diplomático sobre la situación del ingreso de Venezuela al bloque.

## Masacre de Curuguaty
En mayo de 2012, la finca Campos Morumbí de la localidad de Curuguaty, a 240 km al noreste de Asunción, en litigio entre Blas N. Riquelme (expresidente del Partido Colorado) y el Estado Paraguayo, fue ocupada por un centenar de campesinos para protestar por la escasez de tierras agrícolas en el departamento de Canindeyú.
Tras tres semanas de toma, el viernes 15 de junio de 2012 el Ministerio del Interior ordenó el desalojo de la propiedad, resultando en enfrentamientos violentos entre ocupantes y la fuerza policial. Desde el comienzo del gobierno de Lugo se llevaba a cabo un proceso de desalojo pacífico, consistente en una vanguardia delegada por los cuerpos policiales ―sin armas― que planteaba un desalojo con intención de que los campesinos ocuparan en otro lugar donde el Estado les asignaría tierras. En este caso, los policías mandatados en dicha tarea fueron aparentemente emboscados por una parte de los campesinos (sigue el proceso judicial para determinar que paso exactamente ese día) y acribillados en el lugar, a lo que el grupo de apoyo de la policía respondió con severidad.
En el ataque murieron 17 personas (11 campesinos y 6 policías). Este suceso provocó fuertes críticas en el país, provocando la dimisión del ministro del Interior, Carlos Filizzola, y del comandante de la Policía, Paulino Rojas.
Fuentes policiales dijeron que los efectivos fueron emboscados cuando intentaban establecer las tratativas, sospechándose que miembros del Ejército del Pueblo Paraguayo estaban infiltrados entre los campesinos. Otras fuentes consideran que este episodio fue en realidad un montaje que sirvió de pretexto para pedir la destitución de Lugo.
Lugo manifestó su «absoluto respaldo» a las fuerzas de seguridad en un breve comunicado y extendió sus pésames a los familiares de los policías fallecidos. Tras los incidentes el mandatario ordenó que las fuerzas armadas se sumen a la policía para respaldar el operativo que se desarrollaba. El sábado 16 de junio de 2012 designó a un nuevo ministro del Interior, el exfiscal General del Estado Rubén Candia Amarilla, quien ocupó el cargo dejado en la noche del viernes 15 de junio por Carlos Filizzola. El mandatario también reemplazó al comandante de la Policía Nacional, y anunció la creación de una comisión para investigar lo ocurrido en Curuguaty con el apoyo a la OEA (Organización de los Estados Americanos).
Los policías no tenían orden de desalojar a los campesinos, que habían ocupado el terreno para reclamar que formara parte de la reforma agraria, sino de realizar un cateo, para sustraer de manera pacífica las posibles armas que portaran. Según diferentes medios el predio tenía una ocupación absolutamente ilegal por parte de la familia Riquelme, vinculada con el Partido Colorado.

## Juicio político y destitución de Lugo

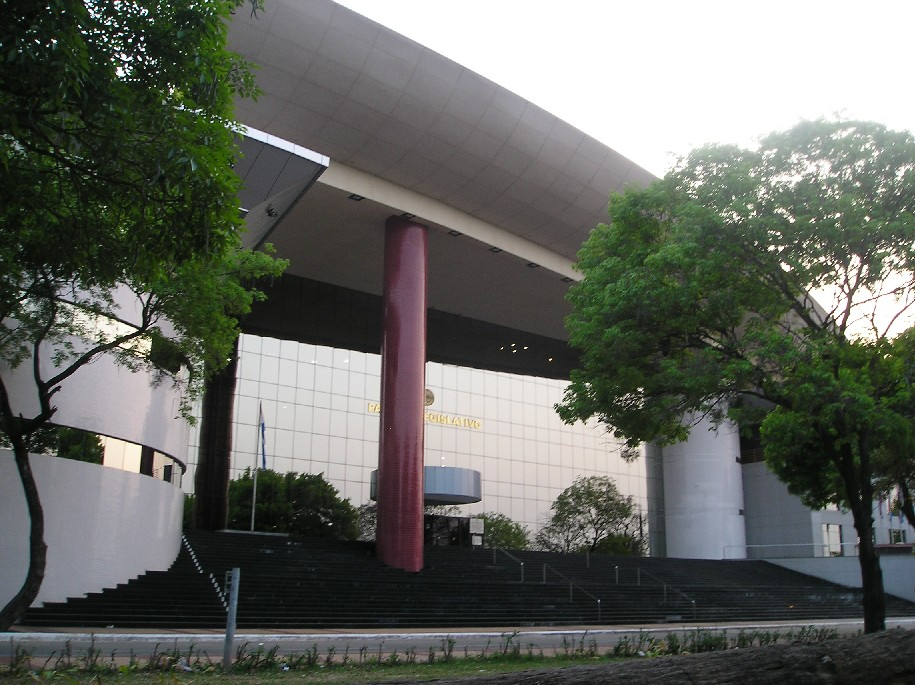
Palacio Legislativo de Asunción, sede de ambas cámaras del Congreso del Paraguay

El miércoles 20 de junio de 2012, Luis Gneiting (diputado del opositor Partido Colorado), presentó una propuesta de someter a juicio al presidente de la República tras los sucesos de Curuguaty, sumándose a la moción las bancadas parlamentarias de los partidos Patria Querida, Unace, PDP e incluso del PLRA, partido miembro de la coalición política que llevó al poder en 2008 a Fernando Lugo y a su vicepresidente Federico Franco. La propuesta fue finalmente aprobada con 76 votos a favor, uno en contra y tres ausencias.
Tras apoyar el juicio político, el PLRA pidió a sus militantes con cargos en el gabinete de Lugo que renunciaran en masa, abandonando el gobierno los titulares de los ministerios de Justicia y Trabajo, Industria y Comercio, Deporte, Educación y Cultura, y Agricultura y Ganadería.
Los cinco hechos de los cuales se acusó al presidente, fueron:
- Haber autorizado el uso de las dependencias del Comando de Ingeniería de las Fuerzas Armadas de la Nación en el año 2009, para un acto considerado político partidario, durante el llamado Campamento Latinoamericano de Jóvenes por el Cambio.
- Ser el único responsable como instigador y facilitador de las recientes invasiones de tierras en la zona de Ñacundaí (departamento de Alto Paraná), utilizando a las fuerzas militares para generar un estado de pánico en la región.[cita requerida]
- Haber sido absolutamente incapaz de desarrollar una política y programas que tiendan a disminuir la creciente inseguridad ciudadana.[cita requerida]
- Apoyar el protocolo regional sobre el compromiso con la democracia en el Mercosur (conocido como Ushuaia II), el cual sería una violación a la soberanía. Significativamente, el pacto firmado indicaba que se excluiría de Mercosur a cualquier país miembro donde hubiera algún tipo de golpe de Estado. Los diputados acusadores esgrimieron que «a través de ese documento, los países vecinos podrían cortar el suministro de energía a la República del Paraguay».[27]
- Falta de reacción frente a la muerte de 11 campesinos y 6 policías en el enfrentamiento de Curuguaty.
- Gobernar de manera «impropia, negligente e irresponsable», generando «la constante confrontación y lucha de clases sociales, que como resultado final trajo la masacre entre compatriotas.[28]

En Paraguay se utilizó un mecanismo contemplado en la Constitución, pero fue aplicado de tal manera que viola no solo el espíritu de esa Constitución sino toda práctica constitucional del mundo democrático. En ningún caso encontramos el más mínimo interés en la oposición de dialogar con nosotros [los cancilleres de Unasur] y de buscar una opción a la ejecución sumaria de un presidente. Y eso que les dijimos claramente que estábamos allí para respetar, al mismo tiempo, la soberanía de Paraguay y los documentos internacionales que todos habíamos firmado. Y quiero aclarar algo que les dijimos a los dirigentes de la oposición a Lugo. No solo Paraguay estaba obligado a cumplir con los acuerdos firmados. También cada uno de los otros países. Nosotros también estamos obligados a cumplir con los acuerdos. Debemos aplicarnos las cláusulas incluso a nosotros mismos.
Héctor Tímerman (canciller de Argentina)

Como fiscales acusadores fueron elegidos Carlos Liseras, José López Chávez, Jorge Ávalos Mariño, Óscar Tuma y Clemente Barrios. De acuerdo al artículo 225 de la Constitución del Paraguay de 1992, que establece el juicio político al jefe de Estado y a los ministros de la Corte Suprema de Justicia, la acusación pasó al Senado, quien se encargó de reglamentar el juicio político contra el mandatario.
El presidente Fernando Lugo confirmó su sometimiento al juicio político, aclarando que no presentaría su dimisión anticipadamente. «Este presidente anuncia que no va a presentar renuncia al cargo y que se somete con absoluta obediencia a la Constitución y las leyes a enfrentar el juicio político con todas sus consecuencias», sostuvo Lugo en un mensaje a la nación, reconociendo que Paraguay atravesaba un «momento sensible para la vida democrática» debido, en parte, a que la «tensión» se ha convertido en un «elemento dominante».
La mañana del viernes 22 de junio de 2012, la defensa de Fernando Lugo recurrió de inconstitucionalidad ante la Corte Suprema de Justicia, con el fin de frenar el juicio político, aduciendo que no se respetaron los trámites procesales, principalmente en lo que refiere al tiempo que otorgó el Congreso para preparar la defensa, veinticuatro horas. El escrito presentado pidió como medida de urgencia, la suspensión del juicio hasta que se diesen las garantías constitucionales, solicitando unos dieciocho días como mínimo para la preparación de la defensa. La defensa de Lugo durante el juicio político en el Senado se constituyó con Jorge Rivas y Estela Kobs, representantes de la Presidencia ante el Consejo de la Magistratura, el procurador Enrique García, el abogado Adolfo Ferreiro, el asesor jurídico de la Presidencia, Emilio Camacho y el representante legal Luis Samaniego.

Les contesté [a varios miembros de la oposición]: «Están hablando de un jefe de Estado que asumió con la representación popular. Por otra parte, no veo a nadie en la calle, y menos con ánimo violento». [...] Otros cancilleres les decían que el Congreso estaba inventando un reglamento. Nos repusieron que no había que probar los hechos porque eran de público y notorio conocimiento. Y lo repetían a cada momento: público y notorio. [...] Les dije: «Señores, se vienen épocas muy duras para el Paraguay porque nosotros vamos a tener que aplicar la cláusula democrática». No pareció conmoverlos nada.

Nos fuimos [...] con Antonio Patriota (canciller de Brasil), a conversar con [el vicepresidente] Federico Franco. [...] «Mire, no queda mucho tiempo. ¿Usted cree que es justo lo que están haciendo? ¿Piensa que el mundo va a reconocer la destitución de esta manera como un procedimiento correcto?». Recuerdo su contestación [de Franco]: «En Paraguay un vicepresidente tiene tres tareas: presenciar la reunión de gabinete, actuar como nexo con el Congreso y asumir en caso de enfermedad, muerte y destitución del presidente. Voy a cumplir con la Constitución paraguaya». Le pregunté si dos horas para preparar una defensa le parecía un tiempo suficiente. Me dijo: «Solo Dios sabe el tiempo que le di». Le pedí que nos acompañara a los cancilleres al Congreso y que dijera delante de nosotros que su compañero de fórmula [Lugo] no había tenido tiempo de preparar la defensa y que, por lo tanto, en caso de destitución él [Franco] no asumiría la presidencia. «Es que es mi obligación asumir», dijo Franco. Uno de los acólitos [de Franco] comentó entonces que Fernando Collor de Mello [presidente destituido de Brasil] tuvo licencia por seis meses. Le pregunté si ―en caso de que pudiéramos convencer a Lugo de pedir licencia―, le darían seis meses para preparar su defensa. Entonces me dijo una frase que ya habíamos escuchado de otros dirigentes: «Este gobierno es inviable. Aquí comienza la violencia mañana». Le dijimos que había poca gente en la calle y que no habría quien quisiera generar violencia. «No, ya es tarde», repetía Franco. Yo le dije: «[...] Paraguay sufrirá y quedará aislado y usted deberá gobernar en condiciones difíciles». Me contestó: «Soy médico y estoy acostumbrado a tomar decisiones». Le repliqué que los médicos juran hacer el menor daño posible a los pacientes y que él le estaba por hacer el mayor daño posible al Paraguay y a la democracia. También le dijimos que Paraguay se convertiría en un caso Honduras 2. Contestó: «¡Pero ahí sacaron a un presidente en pijama!». Le pedimos que no se confundiera, que la cuestión no era cómo está vestido un presidente cuando es destituido irregularmente sino la irregularidad de la destitución.

Fuimos otra vez a ver a Lugo en la casa de Gobierno. Cuando llegamos no solo no había violencia: había menos gente en la calle. Los cancilleres de Unasur y el secretario Alí Rodríguez nos quedamos hablando con Lugo, para no dejarlo solo. Vimos la votación por televisión y cuando terminó la destitución le dijimos: «Presidente, nos vamos porque no queremos estar cuando asuma Franco. La Argentina ofrece asilo a cualquiera que lo solicite». Lugo anunció que se quedaría en Paraguay y que no llamaría a un levantamiento porque quería evitar muertos. Le dije que Juan Perón había hecho lo mismo en 1955 y que si no hay muertos siempre se puede volver. Media hora antes del fin de la destitución aparecieron en el palacio de gobierno militares que hasta ese momento no estaban. Lugo pensó que se trataba de una forma de presión y nos contó que retomaría el trabajo en las bases y recorrería el país. Alí Rodríguez le dijo: «La retirada es el primer paso de la ofensiva». Yo le comenté: «Evidentemente, usted es el presidente que nunca debió haber sido, porque va en contra de la tradición de Paraguay». Nos pidió que no abandonáramos al pueblo paraguayo y que los ayudáramos a defender los derechos humanos y las libertades cívicas. A las seis de la tarde nos abrazamos y nos fuimos. Había poca gente en la calle.
Héctor Tímerman (canciller de Argentina)

La tarde del viernes 22 de junio de 2012, tras constituirse en tribunal del juicio, el Senado paraguayo, presidido por Jorge Oviedo Matto, declaró culpable por 39 votos contra 4 a Fernando Lugo de los cargos esgrimidos en el libelo acusatorio y, minutos después, se tomó posesión en su reemplazo al vicepresidente Federico Franco, del Partido Liberal Radical Auténtico.
Tras conocer su destitución, Lugo declaró en conferencia de prensa desde el Palacio de los López:

Me someto a la decisión del Congreso y estoy dispuesto a responder siempre por mis actos. Hago un profundo llamado a que cualquier manifestación sea con aristas pacíficas, que la sangre de los justos no se derrame nunca más por causa de intereses mezquinos [...] Este ciudadano paraguayo quiere agradecer profundamente a todos los paraguayos y paraguayas.
Fernando Lugo

Al gabinete de Fernando Lugo solo le restaban nueve meses para concluir su mandato de cinco años. Hay dudas en diferentes ámbitos académicos y de análisis acerca del porqué de provocar su destitución en dicho momento. Algunas hipótesis establecen como plausible «la connivencia entre los medios de comunicación nacionales y los intereses empresariales del agronegocio y la explotación latifundista». Sin embargo la idea de constitucionalidad o inconstitucional debe ser leída en términos controversiales.

## Movilizaciones sociales

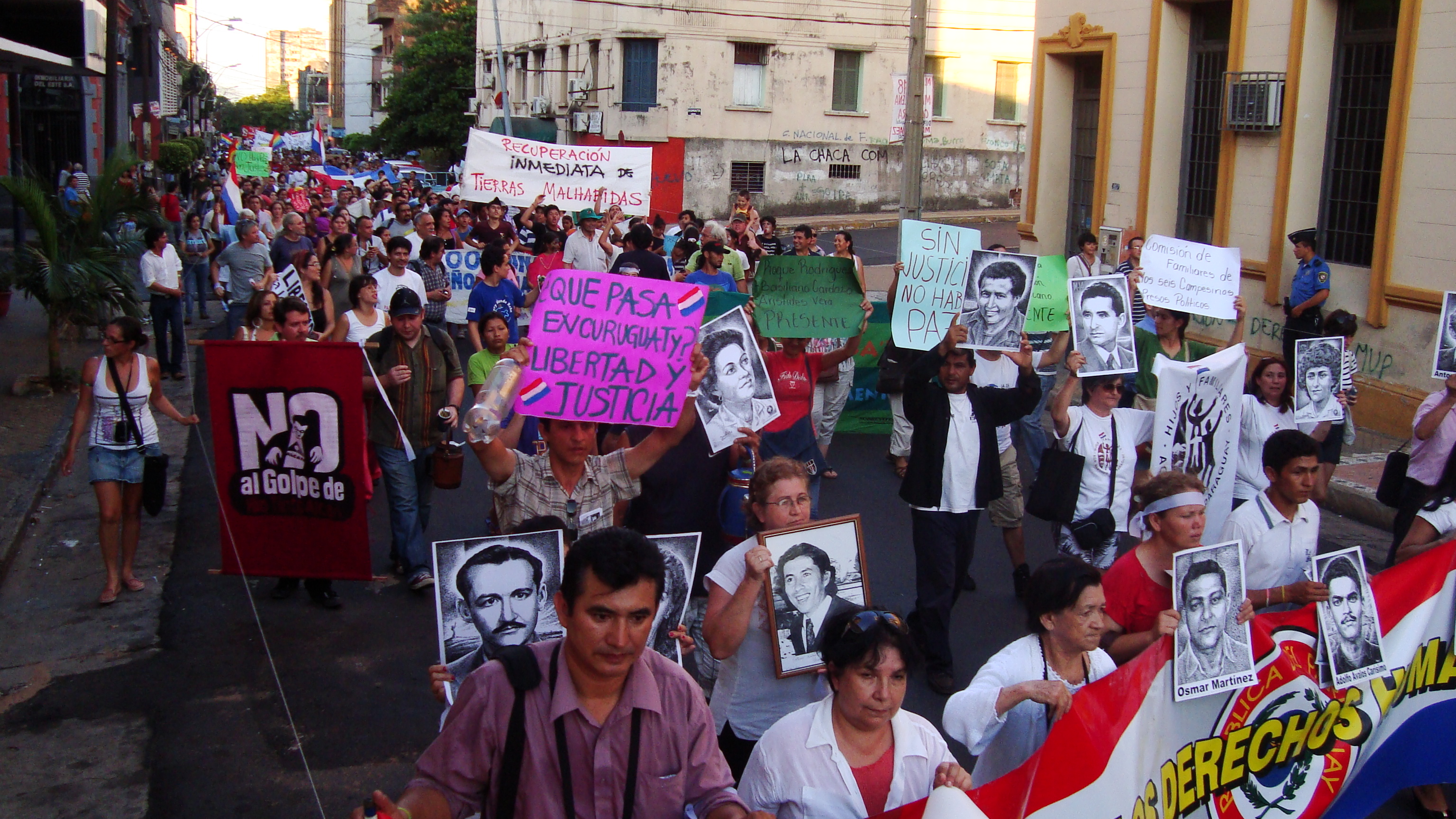
El 10 de diciembre de 2012, en ocasión del Día Internacional de los Derechos Humanos, tuvo lugar en Asunción (Paraguay) una marcha denunciando principalmente la destitución del presidente Lugo, considerada como un Golpe de Estado, y exigiendo el esclarecimiento de la Masacre de Curuguaty.

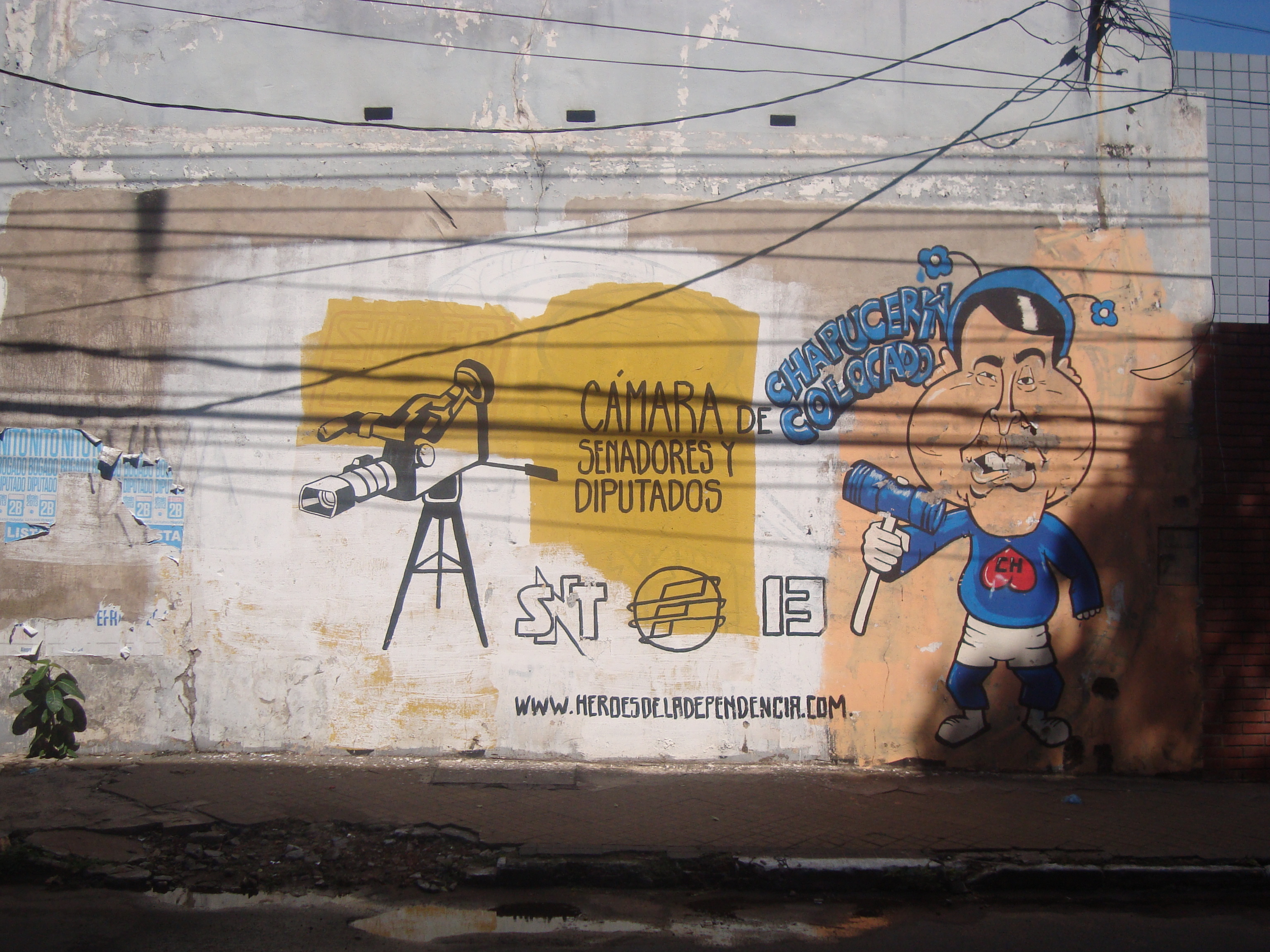
En Paraguay, luego de la destitución del presidente Fernando Lugo, se desató una ola de grafitis denunciando a los responsables de los que para muchos fue considerado un Golpe de Estado. En este caso el presidente Federico Franco, sucesor de Lugo.

Durante el proceso parlamentario, varios miles partidarios de Fernando Lugo aguardaron el resultado en la Plaza de Armas frente al Congreso. Tras la decisión del Congreso, se registraron incidentes entre partidarios de Lugo y la policía, la cual hizo uso de gases lacrimógenos y chorros de agua. Horas más tarde cientos de personas se congregaron frente al edificio de TV Pública Paraguay, protestando de manera pacífica en contra del nuevo gobierno de Federico Franco y del Congreso Nacional.
La televisora estatal fue tomada durante esa noche por agentes de la policía paraguaya, quienes irrumpieron en el canal acompañados del Director de Comunicaciones del nuevo gobierno, Cristian Vázquez, quien ordenó que no se transmitieran imágenes de los incidentes protagonizados por los manifestantes que apoyan a Lugo, por considerar que atentan contra la ciudadanía. La intervención ha supuesto además la destitución del director de la cadena, Marcelo Martinessi, quien denunció el hecho, según informó la cadena regional TeleSur.
Durante los días posteriores a la destitución, adherentes de Fernando Lugo continuaron manifestándose en el lugar, y participaron junto a otras personas en transmisión directa por este canal a través de un programa denominado "micrófono abierto". Por su parte, el director de dicho medio fue removido sin motivo válido y cambiado por uno partidario a Franco.
Con el objetivo de guiar las movilizaciones a favor de Lugo, en Asunción se creó el Frente por la Defensa de la Democracia, con representantes de partidos de izquierda, movimientos sociales, campesinos, agrarios e indígenas, así como de centrales sindicales y de trabajadores rurales, quienes desconocieron el nuevo gobierno y declararon su resistencia. La coordinadora Magui Valbuena expresó que «creemos que vendrán represiones a los grupos sociales y perderemos todas las garantías de derechos humanos que Lugo nos daba».
Mientras tanto en Ciudad del Este, se conformó el Frente Ciudadano de Resistencia por la Democracia, conformado por dirigentes de los partidos que conforman el Frente Guasú y representantes de organizaciones sociales, de asentamientos urbanos y campesinos. La naciente organización decidió mantener movilizaciones en rechazo a la destitución de Fernando Lugo de la Presidencia de la República, entre las que prevén el cierre de la Ruta Internacional 7, que une al país con Brasil.
El lunes 25 de junio de 2012, Lugo conformó un Gabinete de Restauración Democrática, formado por excolaboradores y exministros, y se reunió con la Central Nacional de Trabajadores para acordar el inicio de una serie de manifestaciones de carácter pacífico, entre las que se anunciaron «cortes de ruta, mítines y reparto de propaganda» e incluso una gran marcha en Asunción.

## Juicio ético al Parlamento paraguayo
El 22 de octubre del mismo año y con la participación de unas cien personas, se inició un juicio ético contra el mismo Parlamento que destituyó a Lugo, promovido por organizaciones sociales tales como la Coordinadora Nacional de Organizaciones de Mujeres Trabajadoras Rurales e Indígenas (CONAMURI), el Movimiento Universitario Popular (MUP), el Movimiento de Objeción de Conciencia (MOC-PY), el Servicio Paz y Justicia (Serpaj), SOBREVIVENCIA Amigos de la Tierra Paraguay, y el Servicio Jurídico Integral Para el Desarrollo Agrario (SEIJA).
Dicho Congreso Nacional fue acusado (en síntesis) de:
- a) Sanción de leyes contrarias al interés general.

- b) Incumplimiento de deberes constitucionales (no reglamentación efectiva de derechos reconocidos constitucionalmente orientados a una mayor justicia social, a garantizar la independencia del Poder Judicial, y a garantizar la transparencia y la rendición de cuentas en el ejercicio de la función pública, y de los partidos políticos; actuaciones contrarias a los sectores populares, en especial a las comunidades campesinas e indígenas; política internacional anti integracionista; y, Responsabilidad institucional respecto de hechos ocurridos en Curuguaty).

- c) Uso clientelar de cargos, uso indebido de influencias, otras prácticas antiéticas.

- d) Uso arbitrario del juicio político.

El equipo investigador estuvo a cargo de la abogada Milena Pereira, quien realizó la pesquisa junto con la abogada Mirta Moragas y el economista Luis Rojas.

## Reacciones internacionales
El secretario general de la Unasur (Unión de Naciones Suramericanas), Alí Rodríguez, junto a una comitiva de cancilleres de la Unión que se encontraban participando de la Conferencia de desarrollo sostenible de Naciones Unidas en Río de Janeiro, viajaron de inmediato a Asunción para colaborar en la búsqueda de una salida a la crisis institucional de Paraguay. El grupo estuvo compuesto por los cancilleres Héctor Tímerman (de Argentina), Antonio Patriota (de Brasil), Alfredo Moreno (de Chile), María Ángela Holguín (de Colombia), Ricardo Patiño (de Ecuador), Rafael Roncagliolo (de Perú), Luis Almagro (de Uruguay) y Nicolás Maduro (de Venezuela), así como
Nemesia Achacollo (ministra de Desarrollo Rural de Bolivia) y delegados de Surinam y Guyana. Tras la reunión que sostuvo la delegación con el presidente Lugo antes de su destitución, Alí Rodríguez comentaba que «uno de los principios rectores de la democracia es la recta administración de justicia y dentro de la misma respetar el debido proceso, donde se establezcan todas las debidas garantías para defenderse el acusado, principalmente cuando se trata de un presidente de elección popular», agregando que lo ocurrido en Paraguay afecta a la democracia regional dado que el país ejerce actualmente la presidencia pro témpore de Unasur.
De todos modos, tras entrevistarse con Lugo, con Federico Franco, con dirigentes políticos de diversos partidos y autoridades administrativas, la delegación de cancilleres expresó que no se ofrecieron las garantías necesarias que se solicitaron y que el proceso aplicado para el juicio político al presidente de la República supuso una amenaza al orden democrático, por lo que la Unasur podría interrumpir la cooperación con Paraguay.
El portavoz para América Latina del Departamento de Estado del gobierno de Estados Unidos, William Ostick, declaró que «es críticamente importante que esas instituciones actúen de una manera transparente, y que los principios del debido proceso y los derechos de los acusados sean escrupulosamente respetados». Ostick notó que tanto el secretario de la Organización de los Estados Americanos, José Miguel Insulza, y el canciller brasileño, Antonio Patriota, mostraron «sus preocupaciones» por los eventos en Paraguay. En un primer momento, Insulza se refirió a la situación diciendo que «la ley nunca puede amparar la violación de los principios», puesto que se habrían violado los principios democráticos referidos a una legítima defensa. Tras una visita al país y conversaciones mantenidas con las distintas partes en julio, Insulza manifestó que «no hubo un golpe de Estado, hubo una terminación anticipada de mandatos» delegando al Consejo de la OEA el estudio del caso.
La Cumbre de los Pueblos, por su parte, aprobó una moción de apoyo al cesado presidente de Paraguay, Fernando Lugo. «Pese a que se están respetando los trámites burocráticos del Congreso paraguayo, el proceso (juicio político) es sospechoso por una manipulación nunca vista antes. Por eso sospechamos que se trata de un intento de golpe blanco», afirmó Carlos Henrique Painel, uno de los coordinadores de la Cumbre de los Pueblos y miembro del Foro Brasileño de las ONG.
El español Bartomeu Meliá, antropólogo y lingüista sistematizador de la gramática guaraní, dijo que el Estado paraguayo iba a ser salvado por el campesinado y repudió la represión policial contra manifestantes pacíficos.
Tras la asunción de Federico Franco, varios gobiernos latinoamericanos anunciaron acciones diplomáticas en contra del nuevo gobierno paraguayo. Argentina, como Ecuador, Cuba, Venezuela y Bolivia retiraron a sus embajadores en Asunción. Incluso el presidente venezolano, Hugo Chávez instruyó el cese del envío de petróleo producto del Acuerdo Energético de Caracas. Asimismo, los gobiernos de Brasil, Chile, Uruguay, Colombia, Perú, México y República Dominicana llamaron a consultas a sus embajadores, mientras que Costa Rica declaró su rechazo a la decisión parlamentaria y ofreció asilo político a Lugo y a los miembros de su gabinete. Por su parte, Cuba y Nicaragua consideraron que la destitución de Lugo se trató de un golpe de Estado; el ALBA anunció que no reconocería al nuevo gobierno, y Bolivia reconoció su apoyo a la expulsión del país del Mercosur. En cuanto a este, se decidió suspender la participación de Paraguay tanto de la Cumbre de Presidentes como de sus reuniones preparatorias a realizarse en la ciudad argentina de Mendoza entre el 25 y 29 de junio.
Luego de varios meses, Colombia, México y Chile decidieron retornar a sus respectivos embajadores al Paraguay; en el caso de este último, expresaron que lo hicieron para que se "mire de cerca el desarrollo del proceso [electoral]"
Algunos políticos y analistas uruguayos consideraron que la destitución fue legal según la constitución paraguaya, entre ellos Juan Carlos Doyenart, Julio María Sanguinetti y Sergio Abreu. En tanto, el presidente de Uruguay José Mujica y analistas políticos como Óscar Bottinelli opinaron que la destitución fue inconstitucional.

### Reacción ciudadana
En el transcurso de los acontecimientos en junio y julio de 2012, la organización cívica que realiza acciones internacionales, Avaaz, recogió 55.000 firmas, y planteó como muy grave la evolución de los hechos, solicitando medidas en Mercosur y Unasur.

Nosotros, ciudadanos de América Latina, preocupados por el golpe de Estado en Paraguay contra el presidente legítimamente electo Fernando Lugo, les pedimos que suspendan a Paraguay del Mercosur y Unasur, hasta que se restablezca el orden democrático en este país. Exigimos que utilicen todo su poder diplomático como bloque continental para exigirle a Paraguay que realice una investigación independiente y exhaustiva de los hechos que dieron lugar al juicio exprés en contra de Fernando Lugo, y que aún no han sido comprobados.
Avaaz

### Europa ante la crisis
La Santa Sede reaccionó enviando a su nuncio apostólico en Paraguay, Eliseu Ariotti, a reunirse con Federico Franco en el Palacio de los López, siendo el primer encuentro del nuevo jefe de Estado con un representante oficial de la comunidad internacional.
Por su parte, el ministro de Cooperación Económica y de Desarrollo de Alemania, Dirk Niebel, expresó que el proceso de cambio fue «normal» Ante críticas manifestadas por opositores alemanes como la diputada Heike Hänsel del partido izquierdista Die Linke, la Oficina Exterior de Alemania declaró que se trataba de una "primera impresión" por parte de Niebel como había sido citado por la prensa paraguaya.
Mientras, España pidió el «pleno respeto a la institucionalidad democrática» en Paraguay y «salvaguardar la convivencia pacífica del pueblo paraguayo». En ese sentido, el ministro español de Asuntos Exteriores, José Manuel García-Margallo, indicó que «subrayamos ahí nuestra preocupación por la, entre comillas, “debilidad de las garantías procesales”».
El 23 de junio, la Unión Europea, por medio de su Alta Representante Catherine Ashton manifestó su preocupación por la destitución de Lugo y llamó a respetar la voluntad democrática de los paraguayos. Tras la visita de una delegación del Parlamento Europeo, el jefe de la delegación, Luis Yáñez-Barnuevo llamó a que todas las partes colaboren para que el periodo de transición hasta las elecciones de abril de 2013 se desarrolle en un marco de paz social y resaltó su complacencia con la voluntad de las nuevas autoridades de Paraguay de invitar a la Unión Europea a enviar observadores para los comicios.

### Intereses transnacionales
Investigadores independientes y organizaciones sociales manifestaron que existiría una relación entre el respaldo o aceptación del gobierno de Canadá a Franco y, el proyecto de inversión de la empresa transnacional Rio Tinto Alcan para crear una fábrica en el país, idea que fue reactivada inmediatamente después del ascenso de Franco al poder.